# Unión Soviética en la Copa Mundial de Fútbol de 1966
Unión Soviética fue una de las 16 selecciones participantes en la Copa Mundial de Fútbol de Inglaterra 1966, la cual fue su tercera aparición consecutiva en un mundial.

## Clasificación

### Grupo 7
| Pos. | País            | J | G | E | P | GF | GC | GD  | Pts |  | Bandera de la Unión Soviética | Bandera de Gales | Bandera de Grecia | Bandera de Dinamarca |
| ---- | --------------- | - | - | - | - | -- | -- | --- | --- |  | ----------------------------- | ---------------- | ----------------- | -------------------- |
| 1.   | Unión Soviética | 6 | 5 | 0 | 1 | 19 | 6  | +13 | 10  |  | X                             | 2:1              | 3:1               | 6:0                  |
| 2.   | Gales           | 6 | 3 | 0 | 3 | 11 | 9  | +2  | 6   |  | 2:1                           | X                | 4:1               | 4:2                  |
| 3.   | Grecia          | 6 | 2 | 1 | 3 | 10 | 14 | -4  | 5   |  | 1:4                           | 2:0              | X                 | 4:2                  |
| 4.   | Dinamarca       | 6 | 1 | 1 | 4 | 7  | 18 | -11 | 3   |  | 1:3                           | 1:0              | 1:1               | X                    |

## Jugadores
Estos fueron los 22 jugadores convocados para el torneo:

## Resultados
Unión Soviética terminó en cuarto lugar del torneo.

### Grupo 4
| País            | J | G | E | P | GF | GC | PTS |
| --------------- | - | - | - | - | -- | -- | --- |
| Unión Soviética | 3 | 3 | 0 | 0 | 6  | 1  | 6   |
| Corea del Norte | 3 | 1 | 1 | 1 | 2  | 4  | 3   |
| Italia          | 3 | 1 | 0 | 2 | 2  | 2  | 2   |
| Chile           | 3 | 0 | 1 | 2 | 2  | 5  | 1   |

| 12 de julio de 1966 | Unión Soviética                      | 3-0     | Corea del Norte | Ayresome Park, Middlesbrough                                       |                                                                    |
|                     | Malofeyev 31' 88' · Banishevskiy 33' | Reporte |                 | Asistencia: 23 006 espectadores Árbitro(s): Juan Gardeazábal Garay | Asistencia: 23 006 espectadores Árbitro(s): Juan Gardeazábal Garay |

| 16 de julio de 1966 | Unión Soviética | 1-0     | Italia | Roker Park, Sunderland                                       |                                                              |
|                     | Chislenko 57'   | Reporte |        | Asistencia: 27 793 espectadores Árbitro(s): Rudolf Kreitlein | Asistencia: 27 793 espectadores Árbitro(s): Rudolf Kreitlein |

| 20 de julio de 1966 | Unión Soviética  | 2-1     | Chile      | Roker Park, Sunderland                                 |                                                        |
|                     | Porkujan 28' 85' | Reporte | Marcos 32' | Asistencia: 16 027 espectadores Árbitro(s): John Adair | Asistencia: 16 027 espectadores Árbitro(s): John Adair |

### Cuartos de final
| 23 de julio de 1966 | Unión Soviética             | 2-1     | Hungría  | Roker Park, Sunderland                                             |                                                                    |
|                     | Chislenko 5' · Porkujan 46' | Reporte | Bene 57' | Asistencia: 26 844 espectadores Árbitro(s): Juan Gardeazábal Garay | Asistencia: 26 844 espectadores Árbitro(s): Juan Gardeazábal Garay |

### Semifinales
| 25 de julio de 1966 | Alemania Federal             | 2-1     | Unión Soviética | Goodison Park, Liverpool                                      |                                                               |
|                     | Haller 43' · Beckenbauer 67' | Reporte | Porkujan 88'    | Asistencia: 38 273 espectadores Árbitro(s): Concetto Lo Bello | Asistencia: 38 273 espectadores Árbitro(s): Concetto Lo Bello |

### Tercer lugar
| 28 de julio de 1966 | Portugal                             | 2-1     | Unión Soviética | Wembley Stadium, Londres                                |                                                         |
|                     | Eusébio 12' (pen.) · José Torres 89' | Reporte | Malofeyev 43'   | Asistencia: 87 696 espectadores Árbitro(s): Ken Dagnall | Asistencia: 87 696 espectadores Árbitro(s): Ken Dagnall |